# ОЦ-04
Боевой нож «ОЦ-04» — аббревиатура «ОЦ» расшифровывается как «Оружие ЦКИБ». Нож ОЦ-04 был разработан в Тульском центральном конструкторском исследовательском бюро (ЦКИБ) в конце 80-х — начале 90-х и предназначался для спецподразделений внутренних войск МВД. Нож отличается современным агрессивным дизайном. Копьеобразный клинок выполнен однолезвийным. Лезвие образовано длинными спусками. На передней части обуха заточено фальшлезвие, большая часть обуха представляет собой пилу с мелкими зубьями.

## Конструкционные особенности
Нож имеет очень массивную конструкцию, толщина обуха — 7 мм. Клинок имеет небольшой скос в передней части. На обухе клинка находится двухрядная пила, но из-за малой высоты зубьев её эффективность относительно невысокая, особенно при пилении сырой древесины. Рукоять симметричная, с двухсторонней гардой, выполнена из пластика и имеет крупное рифление для лучшего удержания. Ножны железные, склепанные из двух половинок. В них клинок удерживается подпружиненной пластиной, наподобие штык-ножей АК. Ножны имеют кожаную петлю для классического расположения ножа на поясе. Также в комплекте имеются кожаные регулируемые ремешки, позволяющие размещать нож на теле и снаряжении несколькими способами.
Клинок позволяет наносить мощные колющие удары, рубяще-режущие удары менее эффективны.
В целях предотвращения образования демаскирующих бликов света на клинок наносится темное покрытие.
Соскальзыванию кисти руки на клинок при колющих ударах препятствует небольшая симметричная крестовина.
Рукоять изготовлена из высокопрочной пластмассы. Она круглая в сечении, для более надежного хвата снабжена кольцеобразными выступами. Для размещения предметов НАЗ в рукояти предусмотрена герметически закрывающаяся полость.
Ножны железные, склепанные из двух половинок. Для фиксации ножа в ножнах предназначены внутренняя пружина и ремешок. Система подвески позволяет реализовать различные варианты крепления ножа на поясе или на боевом снаряжении. В навершии сделано отверстие для присоединения темляка.
Также в комплекте имеются кожаные регулируемые ремешки, позволяющие размещать нож на теле и снаряжении несколькими способами.

## Тактико-технические параметры
Длина ножа, мм: около 310
Длина клинка, мм: 195
Толщина клинка, мм: 7
Ширина клинка, мм: 30
Вес ножа, гр:

## Фотогалерея

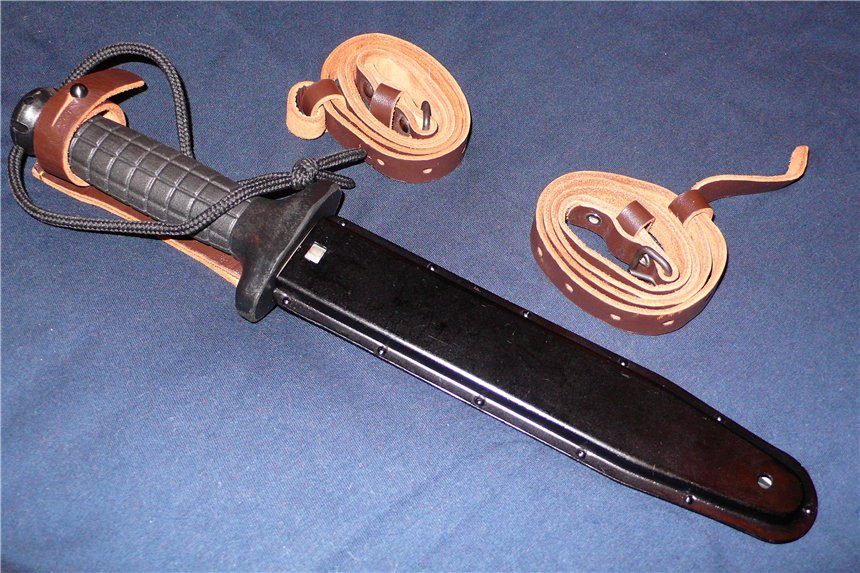
«ОЦ-04» в ножнах
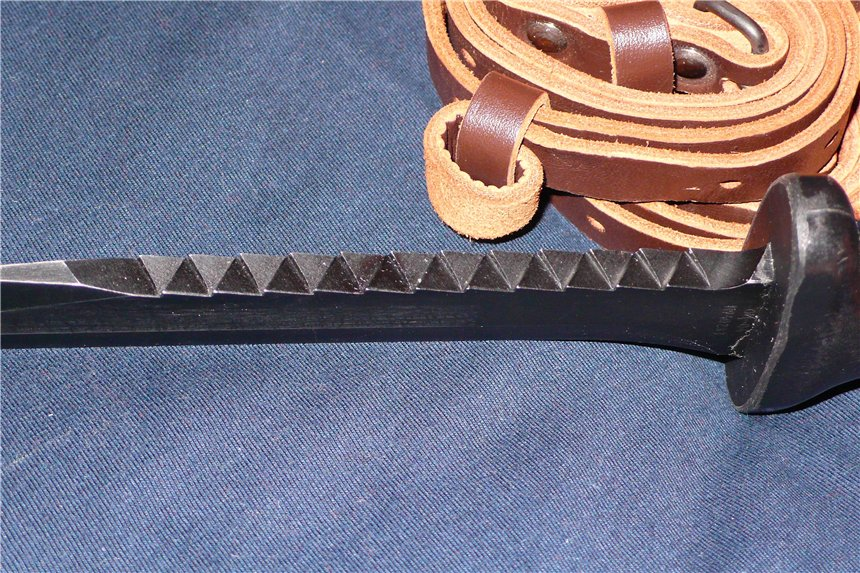
Двухрядная пила «ОЦ-04»
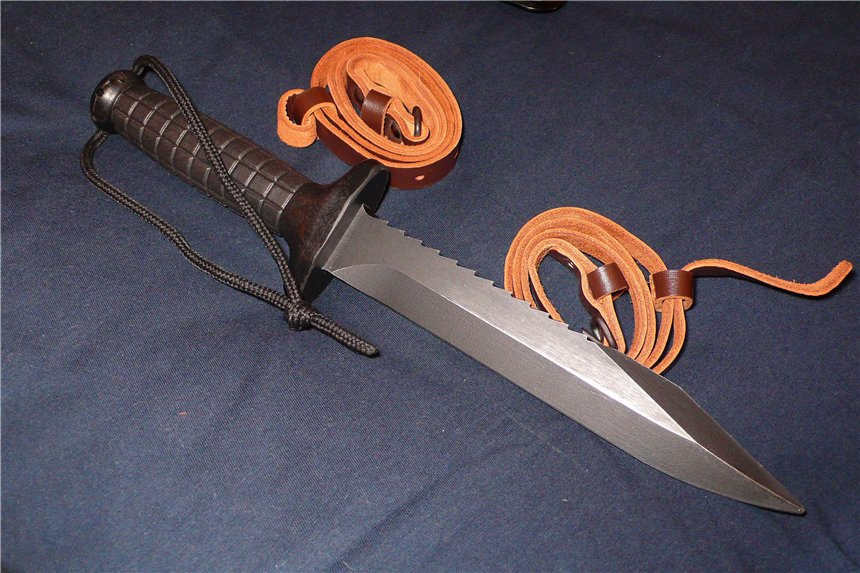
«ОЦ-04» без ножен